# Otto Roettig
Otto Roettig (Mühlhausen/Thüringen, 22 luglio 1887 – Kassel, 18 agosto 1966) è stato un generale tedesco della Wehrmacht durante la seconda guerra mondiale.

## Biografia
Dopo aver prestato servizio come ufficiale nella prima guerra mondiale, nel periodo compreso tra le due guerre venne impiegato nella polizia di stato. Con lo scoppio della seconda guerra mondiale, prese servizio nella Wehrmacht ed ottenne il comando della 198ª divisione di fanteria. Nella primavera del 1943, Roettig assunse la guida della LXVI Corpo di Riserva. Già a metà del 1943 venne nominato capo dell'ufficio dell'Ispettore Generale per prigionieri di guerra dell'Oberkommando der Wehrmacht. Catturato dagli inglesi, venne tenuto prigioniero sino al 1947 nella Iceland Farm.